# Semiothisa rhabdophora
Semiothisa rhabdophora är en fjärilsart som beskrevs av Holland 1892. Semiothisa rhabdophora ingår i släktet Semiothisa och familjen mätare. Inga underarter finns listade i Catalogue of Life.